# فرانك لورد
فرانك لورد (بالإنجليزية: Frank Lord)‏ (13 مارس 1936 في المملكة المتحدة - 1 يونيو 2005 في جنوب أفريقيا) هو مدرب كرة قدم ولاعب كرة قدم بريطاني في مركز الهجوم. لعب مع بلاكبيرن روفرز وستوكبورت كونتي ونادي بليموث أرجايل ونادي تشيسترفيلد ونادي روتشديل ونادي كرو ألكساندرا.